# Teresa Martínez Figuerola
Teresa Martínez Figuerola (Barcelona, 1953-2019) va ser una dissenyadora gràfica, investigadora i docent vinculada al disseny gràfic català.

## Biografia
De petita Teresa Martínez va estudiar a l'Escola del Mar, on la introducció del mètode Montessori va fer que s'interessés per l'àmbit del dibuix, en el qual destacà per la seva destresa. L'any 1967 va entrar a estudiar a l'Escola Massana, on aprofundiria en el seu interès per l'aspecte visual de la comunicació. La seva tasca com a dissenyadora s'iniciaria després d'una estada de dos anys a l'estudi Charles and Jane Dillon de Londres. De tornada a Catalunya, va encetar la seva etapa com a dissenyadora gràfica relacionant-se amb personalitats culturals del moment com Bigas Luna, Ricardo Urgell o Sol Monge.
Anys després compaginaria la tasca docent a instituts municipals amb els treballs en el camp professional del disseny gràfic. Dins d'aquest, va estar estretament vinculada al grup Pacha i participà activament en el disseny dels cartells publicitaris dels seus concerts.
Als anys 1990 es va llicenciar en Belles Arts per la UB i va començar a treballar a BAU, Centre Universitari del Disseny, quan la seva seu es trobava encara al districte de Gràcia. Un cop traslladat BAU del centre a Poblenou, Teresa Martínez va continuar-hi com a docent i el 2010 va engegar GREDITS Arxivat 2020-02-18 a Wayback Machine. (Grup de Recerca en Disseny i Transformació Social), un grup de recerca multidisciplinari que el 2017 va ser reconegut com a grup de recerca consolidat per part de l'Agència de Gestió d'Ajuts Universitaris i de Recerca (AGAUR) de la Generalitat de Catalunya, en la convocatòria del SGR 2017-2019.
L'any 2008 va defensar la seva tesi, sobre l'obra gràfica d'Alexandre Cirici, que fou publicada dos anys després amb el títol Alexandre Cirici Pellicer, pionero de la dirección de arte. Anteriorment, havia estat comissària de l'exposició que va tenir lloc al FAD sota el títol Atmósferas (1958-1964). Gráfica publicitaria de Alexandre Cirici Pellicer para Antonio Puig (2001). Al llarg de la seva carrera, va escriure articles i publicacions per donar a conèixer la versàtil trajectòria de Cirici Pellicer, que va abraçar camps tant aparentment diversos com la publicitat, la direcció artística i l'animació.
A partir del 2014, Teresa Martínez es va responsabilitzar de la coordinació editorial de Publicacions GREDITS, un projecte editorial que va néixer per tal de recollir i transferir, en format de codi obert, els resultats de les activitats científiques del grup de recerca GREDITS. També va organitzar els dos Fòrums d'Animació a BAU (2016-2017) amb Maria Pagès i edità la publicació de les seves conclusions. El 2019 fou una de les dissenyadores homenatjades a l'exposició "Dissenyadores Gràfiques" organitzada pel Museu del Disseny, BAU i la Universitat de Vic-UCC. Aquesta exposició va ser comissariada per la mateixa Teresa Martínez, Maria Àngels Fortea i Teresa Julio. Part de l'obra de Teresa Martínez es troba actualment dipositada al fons permanent del Museu del Disseny de Barcelona. Així mateix, va ser una de les dissenyadores presents a l'exposició Som aquí. Les dones en el disseny 1900-avui, organitzada per aquest museu el 2023, que recuperava les dissenyadores pioneres dels anys 1960, 1970 i 1980 a Catalunya.